# ジョージ・リサレ
ジョージ・リサレ（George Risale、1993年1月22日 - ）は、ジャパンラグビーリーグワンNECグリーンロケッツ東葛に所属するラグビー選手。

## プロフィール
- サモア出身[1]。
- ポジションはナンバーエイト(No8)。
- 身長 188 cm、体重 118 kg
- ニックネームはジョージ。

## 略歴
マナカレッジ、流通経済大学を経て、2016年、NECグリーンロケッツ（現・NECグリーンロケッツ東葛）に加入。なお流通経済大学時代、副将を務めたことがある。また同年10月1日に行われたジャパンラグビートップリーグ第5節のトヨタ自動車ヴェルブリッツ戦に途中出場で日本での公式戦初出場を果たす。